# Калик, Антон фон
Антон Риттер фон Калик (нем. Anton Ritter von Kalik; 2 декабря 1818, Богородчаны, Королевство Галиции и Лодомерии, Австрийская империя — 1866, Альтона (ныне — в черте Гамбурга)) — австрийский генерал-майор, первый руководитель военной разведки Австрийской империи (1850—1864).

## Биография
Сын галицийского офицера. Образование получил в Терезианской академии. В 1830 году лейтенантом стал служить в Генеральном штабе императорско-королевской армии Австрийской империи.
В 1848 году во время революции в чине гауптмана, в октябре в Вене участвовал в подавлении восстания, сыграл важную роль в штурме императорского двора Хофбург, захваченного повстанцами. В 1849 году участник подавления Венгерского восстания, сражался в битве при Капольне.
В 1850 году был произведен в полковники.
С том же году возглавил службу информации (Разведывательный отдел) генерального штаба Военного министерства. В 1864 году на посту начальника Эвиденцбюро его сменил Георг фон Кес.
Был профессором военного училища. С дипломатической миссией отпрален на Восток.
В 1858 году Калику был пожалован почётный дворянский титул — риттера. В 1864 году произведен в генерал-майоры. Назначен командиром бригады, с которой участвовал в Австро-прусско-датской войне.
После продолжительной болезни фон Калик скончался 16 июля 1866 года в Альтоне.

## Награды
- Кавалер Австрийского ордена Леопольда
- Крест «За военные заслуги» (Австро-Венгрия)
- Орден Железной короны
- Военный орден Марии Терезии